# Bakteriorodopszin
A bakteriorodopszin egy fehérje, amit az archeák közé tartozó Halobacteriumok  termelnek. Protonpumpaként működik: fényenergia felhasználásával juttatja a protonokat a sejtmembránon át ki a sejtből. A folyamat eredményeképpen létrejövő protonkoncentráció-különbség végül energiává alakul.

## Szerkezet
A bakteriorodopszin a membránt teljesen átérő, azaz integráns membránfehérje. Többnyire kétdimenziós kristályos formában, bíbormembránnak nevezett foltokban helyezkedik el, az archaeasejtek felszínének akár 50%-át elfoglalva. A hexagonális kristály ismétlődő elemei három egyforma fehérjeláncból állnak. A láncok 120 fokos szöget zárnak be egymással.
Minden lánc hét transzmembrán alfa hélixből áll, és tartalmaz egy-egy retinalmolekulát, mélyen a fehérjébe temetve.

A fény hatására bekövetkező konformáció-változás

A retinalmolekula konformációja a foton elnyelésével megváltozik, ami a bakteriorodopszin molekula konformációját is megváltoztatja, így jutnak végül a protonok a membrán egyik oldaláról a másikra.

## Fényelnyelés
A bakteriorodopszin bíborszínű, és legjobban a zöld fényt nyeli el (500-600 nm-s hullámhossz). Abszorpciós maximuma: 568 nm.

## Bakteriorodopszinhoz hasonló molekulák
A bakteriorodopszin harmadlagos szerkezete a gerincesek retinájában található fényérzékeny pigmentre, a rodopszinra emlékeztet. A rodopszinban is találunk retinalt, bár a rodopszin és a bakteriorodopszin szerepe más, és aminosav szekvenciáikban sincs homológia. 
A rodopszinok és a bakteriorodopszin is a 7TM receptorok fehérjecsaládjába tartoznak, de a rodopszin G-protein-kapcsolt receptor, (a bakteriorodopszin nem).
Sok más molekula is hasonlít a bakteriorodopszinra, például a halorodopszin, egy fényenergia felhasználásával működő kloridionokat pumpáló fehérje; vagy néhány fényaktivált csatornafehérje, mint  a csatornarodopszin.

## Más fotoszintetizáló rendszerekkel összevetve
Az összes többi bakteriális, illetve növényekben és algákban előforduló fotoszintetizáló rendszer klorofillokat vagy bakterioklorofillt használ. Ezekben a rendszerekben is protonkoncentráció gradiens keletkezik, de ennek előidézése másképp, indirektebb módon történik, több fehérjéből álló elektrontranszport lánc közbeiktatásával. Emellett a klorofill molekulákat az antennapigmentek is segítik a fotonok összegyűjtésében, ezek szintén nincsenek jelen a bakteriorodopszinnal működő rendszerekben. A klorofill alapú fotoszintézis a széndioxid-fixáláshoz kapcsolódik, ami szintén nem igaz a bakteriorodopszin-rendszerekre. Mindebből arra következtethetünk, hogy a fotoszintézis az evolúció során valószínűleg legalább kétszer (egymástól függetlenül) megjelent, külön a baktériumoknál, és külön az archeáknál